# Neso Lake Provincial Park
Neso Lake Provincial Park är en park i Kanada.   Den ligger i provinsen Manitoba, i den centrala delen av landet, 2 100 km nordväst om huvudstaden Ottawa. Neso Lake Provincial Park ligger 300 meter över havet. Den ligger vid sjön Payuk Lake.
Terrängen runt Neso Lake Provincial Park är mycket platt. Trakten runt Neso Lake Provincial Park är nära nog obefolkad, med mindre än två invånare per kvadratkilometer.. Närmaste större samhälle är Cranberry Portage, 13,5 km sydost om Neso Lake Provincial Park. 
I omgivningarna runt Neso Lake Provincial Park växer i huvudsak barrskog.